# USS Gridley (DD-380)
DD 380 Gridley (Корабль соединённых штатов Гридли) — американский эсминец типа Гридли, головной в серии.
Заложен на верфи Bethlehem Steel, Quincy 3 июня 1935 года. Спущен 1 декабря 1936 года, вступил в строй 24 июня 1937 года.
Выведен в резерв 18 апреля 1946 года. Из ВМС США исключён 25 февраля 1947 года.
Продан 20 августа 1947 года фирме «Hugo Neu Steel Products Inc.» в Нью-Йорк и разобран на слом.